# Афонсу I (герцог Браганса)
Афонсу I Португальский, также Альфонс (порт. Afonso I, Duque de Bragança; 10 августа 1377 — 15 декабря 1461), — внебрачный сын португальского короля Жуана I, основатель дома Браганса, 1-й носитель титула герцог Браганса (с 1443 года).

## Происхождение и титулы
Афонсу I Португальский родился 10 августа 1377 года в португальском городе Фронтейра и был внебрачным сыном короля Португалии Жуана I Ависского и его любовницы Инес Перес Эстевес. 4-й граф де Орен (1422), 8-й граф де Барселуш, 1-й маркиз де Валенса (1451), по материнской линии внук 2-го коннетабля Португалии Нуну Алвареша Перрейры.

## Биография
В 1415 году инфант Афонсу участвовал во время осады и взятия португальской армией города Сеута в Марокко.
В 1438 году после смерти португальского короля Дуарте I (1433—1438), сводного брата Афонсу, новым королём Португалии стал его 6-летний сын Афонсу V (1438—1481). Покойный король назначил регентшей при малолетнем сыне свою супругу Элеонору Арагонскую (1402—1445). Иноземка-арагонка была нелюбима при дворе. В 1439 году португальские кортесы под руководством инфанта Жуана (1400—1442), сеньора Регенгуш-ди-Монсараш, избрали вторым регентом инфанта Педру (1392—1449), герцога Коимбра и младшего брата короля Дуарте I.
В 1443 году португальский регент Педру де Коимбра пожаловал Афонсу титул 1-го герцога Браганса (1442). В 1448 году король Португалии Афонсу V достиг совершеннолетия и женился на своей двоюродной сестре Изабелле де Коимбра (1432—1455), дочери регента Педру. Однако Педру, став тестем короля, не спешил передавать ему верховную власть. В 1449 году под влиянием герцога де Браганса король Афонсу V обвинил дядю-регента в желании присвоить корону, отменил все его указы, объявил изменником и удалил от двора. Началась междоусобная война, в ходе которой на помощь королю Афонсу V пришли арагонцы. 20 мая 1449 года в битве при Алфарробейре, около Алверки, 6-тысячное войско герцога инфанта дона Педру были разбиты 30-тысячной королевской армией. Бывший регент погиб в бою.
В 1458 году во время военной экспедиции короля Афонсу V в Северную Африку герцог Афонсу де Браганса был оставлен регентом в Португалии.

## Семья и наследники
Афонсу I был женат дважды.
Его 1-й брак с Беатрис Перейрой де Алвим (1380—1415), дочерью Нуну Алвареша Перейры (1360—1431), графа де Аррайолуша, де Барселуша и де Оурена, 2-го коннетабля Португалии. Брак был заключён 8 ноября 1401 года. В этом браке у него родилось трое детей:
- Афонсу Браганса (1400—1460), 4-й граф Оурен (1422—1460) и 1-й маркиз де Валенса (1451—1460)
- Изабелла Браганса (1402—1465), жена с 1424 года инфанта Жуана (1400—1442), коннетабля Португалии, сына первого короля Португалии из Ависской династии — Жуана I Великого
- Фернанду I де Браганса (1403—1478), наследник отца, 2-й герцог Браганса (1461—1478)

В 1420 году Афонсу заключил 2-й брак со своей троюродной сестрой Констанцией де Норонья (1395—1480), дочерью Альфонсо (1355—1398), графа Хихон и Норунья (внебрачный сын короля Кастилии Энрике II), и Изабеллы де Визеу (1364—1435). От второго брака у Афонсу детей не было.